# Äldre nysvenska
Äldre nysvenska är en epokindelning för det språk som talades och skrevs i Sverige från 1526 till 1732. Denna tidsindelning har satts av det Nya Testamentet som utkom på svenska 1526 och det första numret av Olof von Dalins Then Swänska Argus som utkom 1732. Den äldre nysvenskan hade en klar uppdelning mellan ett formellt kyrkligt språk och vardagsspråket. 
År 1541 kom hela bibeln i svensk översättning, i vad som brukar kallas Gustav Vasas bibel. Bibeln var en viktig del i avgörandet av hur det svenska språket skulle utformas. De texter som lästes upp från predikstolarna i landets kyrkor på söndagarna kom att få stor betydelse för en stor del av allmänheten. Bibeln innehöll stavning som till exempel ck istället för det gamla kk, och bokstäverna å, ä och ö fick nu sina moderna bokstavsformer. För att undvika att språket lät för danskt så skrevs infinitiv med a istället för det vanliga e. Bibelöversättningen användes i nästan 400 år, med vissa moderniseringar, och först 1917 fick Sverige en helt ny bibelöversättning.

## Exempel
Exempel på äldre nysvenska ur Gustav II Adolfs kungaförsäkran från 1611:
| ” | Vi Gustaf Adolph &c. göre vitterligit med dette vårt öpne bref, att såsom menige Sverigis rikis ständer, högre och nidrige, opå den allmennelige riksdag, som höldts i Norköping opå det år 1604, då samptychte och beviliade en arfförening om den konungslige regering här i riket således, att näst efter vår sal:e kere her faders dödelige afgång då vele de anamma och bekenna oss för deres rätte herre och regerande konung. | „ |

## Yttre språkhistoria
Under den äldre nysvenskans tid blir svenskan riksspråk i Sverige. Den dialekt som blir norm för riksspråket är överklassens språk i Mälardalen. Riksspråket kodifieras i ordböcker och grammatikor. Gustav Vasas bibel blir en viktig normativ text. Det kyrkliga språket blir i och med reformationen svenska.
Högtyskan har under perioden ett stort inflytande på svenskan; många tyska ämbetsmän fick tjänster i Sverige och Martin Luthers bibelöversättning influerade starkt Gustav Vasas Bibel.

## Språkförändringar
Under den äldre nysvenskans tid försvagades Hansan kraftfullt och därför hade lågtyskan inte samma inverkan på det svenska språket. Dock låg Sverige ofta i krig, först mot Danmark, och sedan norra Tyskland, och under det tyska kriget upptogs många militärrelaterade lånord, exempelvis "korpral", "marsch" och "soldat". Att Sverige var en av segrarmakterna ledde dessutom till att landets befolkning fick en starkare nationalitetskänsla, och första gången var det statusfullt att skriva på det egna språket. Nu framträdde den förste svenskspråkige författaren som inte enbart skrev krönikor eller kortare verser, Georg Stiernhielm.
Franskan började under slutet av 1600-talet och början av 1700-talet att bli kulturspråket i hela Europa och fick efterhand en ledande roll både ekonomiskt och politiskt. Franskan talades framförallt av adeln och svenskan fick många lånord därifrån, ofta förnäma sådana som "parfym", "garderob" och "karamell". Det fanns också många utländska studenter som förde med sig ord till Sverige och svenskar som studerade utomlands och förde tillbaka dem.

### Ortografi
Under den äldre nysvenskans tid fick å, ä och ö sina nuvarande former.
Under 1500-talet rådde en allmän ortografisk oreda. Ett ord kunde stavas på många olika sätt i ett och samma brev. Under 1600-talet tilltog emellertid boktryckandet i Sverige, vilket ledde till att man alltmer började diskutera vilka regler som skulle gälla för stavning. Två viktiga profiler och motståndare i debatten var Urban Hiärne och Jesper Swedberg.

### Morfologi
Under en period omkring 1500-1900 hade svenskan fyra grammatiska genus: maskulinum, femininum, reale (även kallat utrum) och neutrum (han, hon, den och det). Pronomenet den ersätter sedan successivt han och hon, en utveckling från de tre fornsvenska genusen han, hon och det till det nutida genussystemet med bara den och det. Under senare halvan av 1600-talet uppstod sannolikt de svenska sje-ljuden, och numerusböjningen av verb försvann ur talspråket.

### Syntax
Under 1600-talet skedde en rad förändringar i syntaxen: det blev allt vanligare med utsatt formellt subjekt istället för att man, som tidigare, hade subjektslösa satser. De oblika subjekten försvann ur språket. Verbens numerusböjning försvann ur talspråket. Svenskan fick under 1600-talet en renodlad VO-grammatik.

## Källhänvisningar
- ”ne”. http://www.ne.se/uppslagsverk/encyklopedi/l%C3%A5ng/svenska/spr%C3%A5khistoria/%C3%A4ldre-nysvenska-1525-1732. Läst 17 mars 2025.